# Симпліція пряма
Симпліція пряма (Simplicia rectalis) — вид лускокрилих комах з родини еребід (Erebidae).

## Назва
Видова назва rectalis перекладається з латини як «прямий» і вказує на поперечну пряму смугу на передніх крилах.

## Поширення
Вид поширений в Європі та помірній Азії на схід до Японії. В Україні наявний повсюди, окрім високогір'я Карпат та Криму.

## Опис
Розмах крил 27 — 32 мм.

## Спосіб життя
В Україні розвивається два покоління: імаго літають у червні-липні та в серпні-вересні. Гусениці живляться на опалому та сухому листі дуба, пирію.